# Ceresium ambiguum
Ceresium ambiguum là một loài bọ cánh cứng trong họ Cerambycidae.